# Arusha-Abkommen
Das Arusha-Abkommen bezeichnet ein Friedensabkommen zwischen den ruandischen Bürgerkriegsparteien. Es wurde am 4. August 1993 unterzeichnet.
Nach einem etwa zweieinhalb Jahre andauernden Bürgerkrieg in Ruanda trafen sich die beiden kriegführenden Parteien zusammen mit Vertretern der Organisation der Afrikanischen Union (OAU – Organization of African Unity; die Vorgängerorganisation der heutigen AU) in  der tansanischen Stadt Arusha, um über ein Friedensabkommen zu verhandeln. 
Auf der einen Seite standen die Rebellen der Ruandischen Patriotischen Front (RPF) unter Generalmajor Paul Kagame und ihr politischer Arm, der CND (Conseil national pour le développement). Die englischsprachige RPF hatte sich in den achtziger Jahren des 20. Jahrhunderts entwickelt. Nach der Unabhängigkeitserklärung der ehemaligen belgischen Kolonie Ruanda entstanden einige politische Unruhen und die ehemals von der Kolonialmacht getragene Führungsschicht der Tutsi wurde abgelöst. Viele flohen daher nach Uganda und formten die RPF.
Auf der anderen Seite der demilitarisierten Zone (von 1993) standen die französisch sprechenden, hutu-dominierten Regierungstruppen des damaligen Präsidenten Juvénal Habyarimana und die Regierungspartei der MRND. Im Friedensabkommen von Arusha wurde ein Waffenstillstand vereinbart, die Bildung einer Übergangsregierung eingeleitet, die Demobilisierung der Armeen sowie weitere Friedensmaßnahmen beschlossen.
Da sich die Afrikanische Union nicht in der Lage sah, den Frieden in Ruanda zu überwachen, wurde ein UN-Kontingent angefordert. Folge war die Bildung der UNAMIR.